# İrfan Başaran
İrfan Başaran  (sinh 20 tháng 12 năm 1989 ở Yüreğir, Adana, Thổ Nhĩ Kỳ) là một tiền vệ bóng đá Thổ Nhĩ Kỳ thi đấu cho Boluspor.
İrfan là sản phẩm của Đội trẻ Galatasaray.